# Breviphetes rubrus
Breviphetes rubrus är en insektsart som beskrevs av Oliver Zompro 1998. Breviphetes rubrus ingår i släktet Breviphetes och familjen Phasmatidae. Inga underarter finns listade.